# Place Gengis Khan
La place Gengis Khan (en mongol, Чингисийн талбай, Chingisiin talbai, littéralement « place Chingis »), ancienne place Sükhbaatar, est située dans le centre d'Oulan-Bator, capitale de la Mongolie.

## Situation
La place se situe au centre de la ville, dans le district de Sükhbaatar.
De forme rectangulaire, elle se présente sur la plus grande partie de sa surface comme une esplanade recouverte de dalles accompagnée dans sa partie sud d'un petit espace vert, appelé jardin Gengis Khan.
Elle est bordée au sud par l'avenue de la Paix (mongol en écriture cyrillique : Энх тайваны өргөн чөлөө, Enkh taivani örgön Chölöö), principale artère de la ville, à l'est par la rue Ikh surguuliin (Их сургуулийн гудамж) et à l'ouest par la rue Sükhbaatar (Сүйбаатарын гудамж).

## Histoire
Jusqu'au début du XXe siècle, le monastère d'Ikh Khüree (nom de la ville entre 1706 et 1912) occupe une partie de l'emplacement actuel de la place et du palais du gouvernement. Après 1923, la place commence à être aménagée et prend le nom de Damdin Sükhbaatar, héros de la révolution de 1921 qui aboutit à l'indépendance du pays vis-à-vis de la république de Chine et à l'établissement de la république populaire de Mongolie en 1924. Le nom de la capitale a également été donné en sa mémoire.
En 1954, le mausolée de Sükhbaatar est inauguré face au palais gouvernemental et une statue représentant le héros est installée sur la place.
En 2005 et 2006, la place fait l'objet d'importantes transformations. Alors que la façade du palais est remaniée, le mausolée est démonté et transféré dans un cimetière en dehors de la ville. Enfin en 2013, la place est rebaptisée du nom de Gengis Khan.

## Monuments

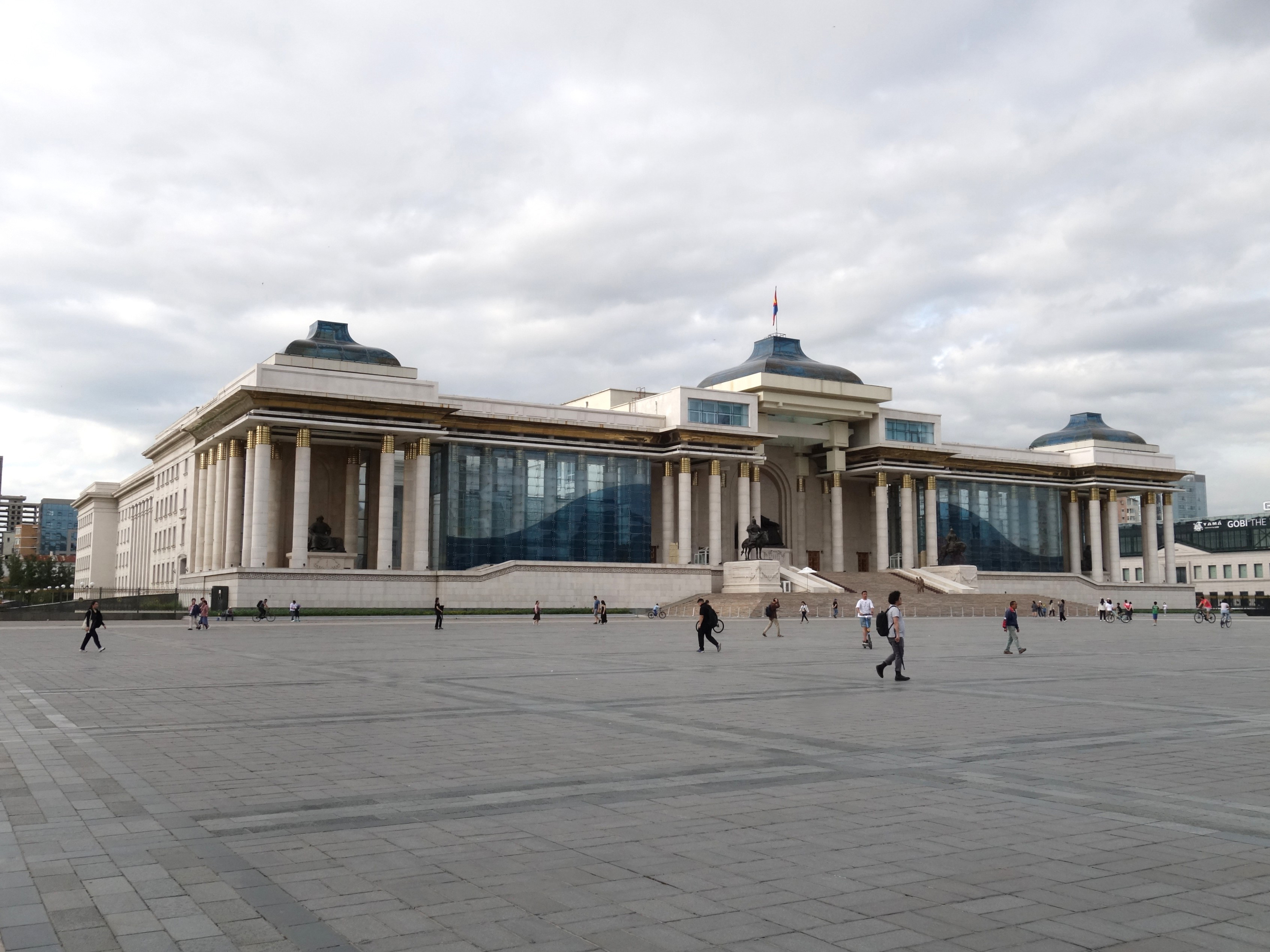
Palais du gouvernement.

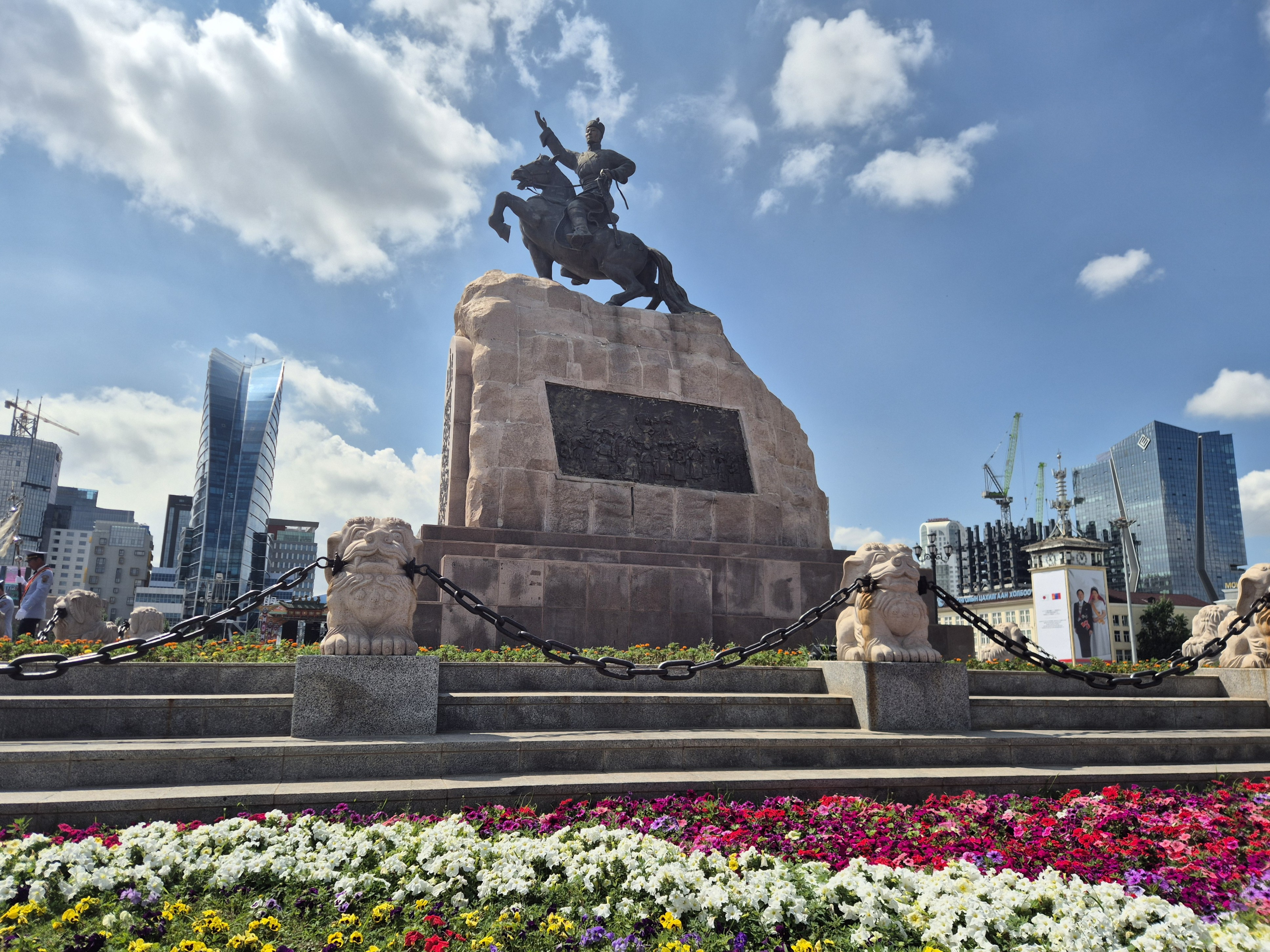
Statue de Damdin Sükhbaatar.

### Le palais du gouvernement

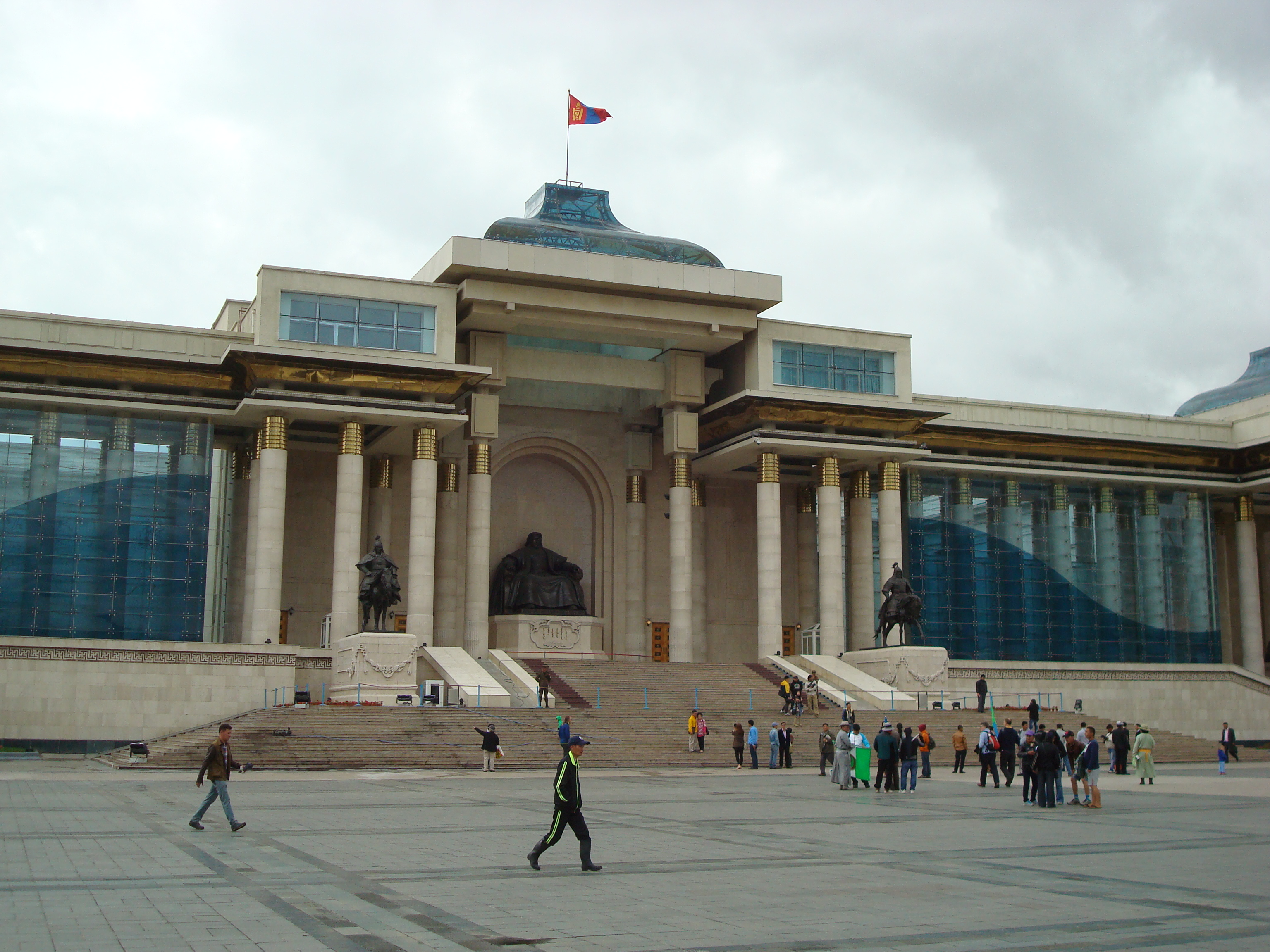
Le palais du gouvernement et la statue de Gengis Khan sur son trône.

Occupant tout le côté nord de la place, ce vaste édifice, appelé Saaral ordon ou Zasgiin Gazrin ordon (Засгийн газрын ордон) est construit en 1951 et fortement transformé en 2006, notamment par l'adjonction d'une nouvelle façade et d'une statue monumentale de Gengis Khan assis sur son trône. Il abrite le Grand Khoural d'État, ainsi que les bureaux du président et du Premier ministre.

### La statue de Sükhbaatar
Au centre de la place s'élève une statue équestre représentant Sükhbaatar, réalisée en 1946 par Sonomyn Choimbol.

### Autres édifices
Le palais de la Culture et l'Opéra d'État s'élèvent sur le côté est. Des sièges de banques et des bâtiments administratifs occupent l'ouest de la place ainsi que le sud, où s'élève également la Blue Sky Tower, gratte-ciel de 105 mètres de hauteur.